# Casper Nordstrøm
Casper Falborg Nordstrøm (født 3. februar 1989) er en dansk fodboldspiller, der spiller for Hellerup IK. Han spillede i en periode i AaB, men stoppede i klubben som 19-årig.

## Klubarriere
Nordstrøm skrev for første gang kontrakt med AaB i sommeren 2006. Han blev i januar 2008 rykket op i AaB's førsteholdstrup sammen med Daniel Christensen, Emil Haucke og tvillingebroderen Jacob Nordstrøm. I december 2008 blev det så offentliggjort, at tvillingerne ikke fik forlænget deres kontrakter og derved forlod klubben ved udgangen af 2008.
Han skiftede den 28. februar 2014 fra Akademisk Boldklub til Hellerup IK, hvor han skrev under på en kontrakt gældende for resten af foråret 2014. Han spillede for Hellerup IK indtil sommeren 2015.
Han skiftede i sommerpausen 2016 til B1908 Amager.

## Landsholdskarriere
Han har spillet i alt 22 kampe og scoret to mål for fire ungdomslandshold i perioden fra 2005 til 2008. 